# Kolibřík Calliopin
Kolibřík Calliopin (Selasphorus Calliope) je nejmenší pták Severní Ameriky.
Má západní typ hnízdního rozšíření od Kalifornie a Britské Kolumbie a migruje zimovat na jihozápad Spojených států, Mexika a Střední Ameriky. Byl dosud řazen jako jediný druh rodu Stellula ale nedávné studie nasvědčují, že patří do rodu Selasphorus. Druh byl pojmenován po Řecké múze Calliope. Předchozí rodové pojmenování znamená „malá hvězdička“.

## Popis
Kolibřík Calliopin je nejmenším ptákem Spojených států a Kanady Dospělý kolibřík Calliopin měří 7–10 cm, v rozpětí křídel má 11 cm a váží 2–3 g. Svrchní strana těla je leskle zelená spodní bílá. Samci mají na hrdle vínově růžové proužky, zelené boky a tmavý ocas. Samice a mladí ptáci mají béžové boky, tmavé proužky na hrdle a tmavý ocas s bílým zakončením.

## Rozšíření
Upřednostňuje různé otevřené křovinaté biotopy v různých výškových polohách, ve Skalnatých horách hnízdí ve vyšších polohách. Hnízdí na západě Spojených států od Britské Kolumbie a Alberty jižně do Colorada a jižní Kalifornie. Během jara a léta se pohybují hlavně přes Arizonu, Nové Mexiko a severní Mexiko na zimoviště v jihozápadním Mexiku až do Guatemaly a Belize.

## Ekologie

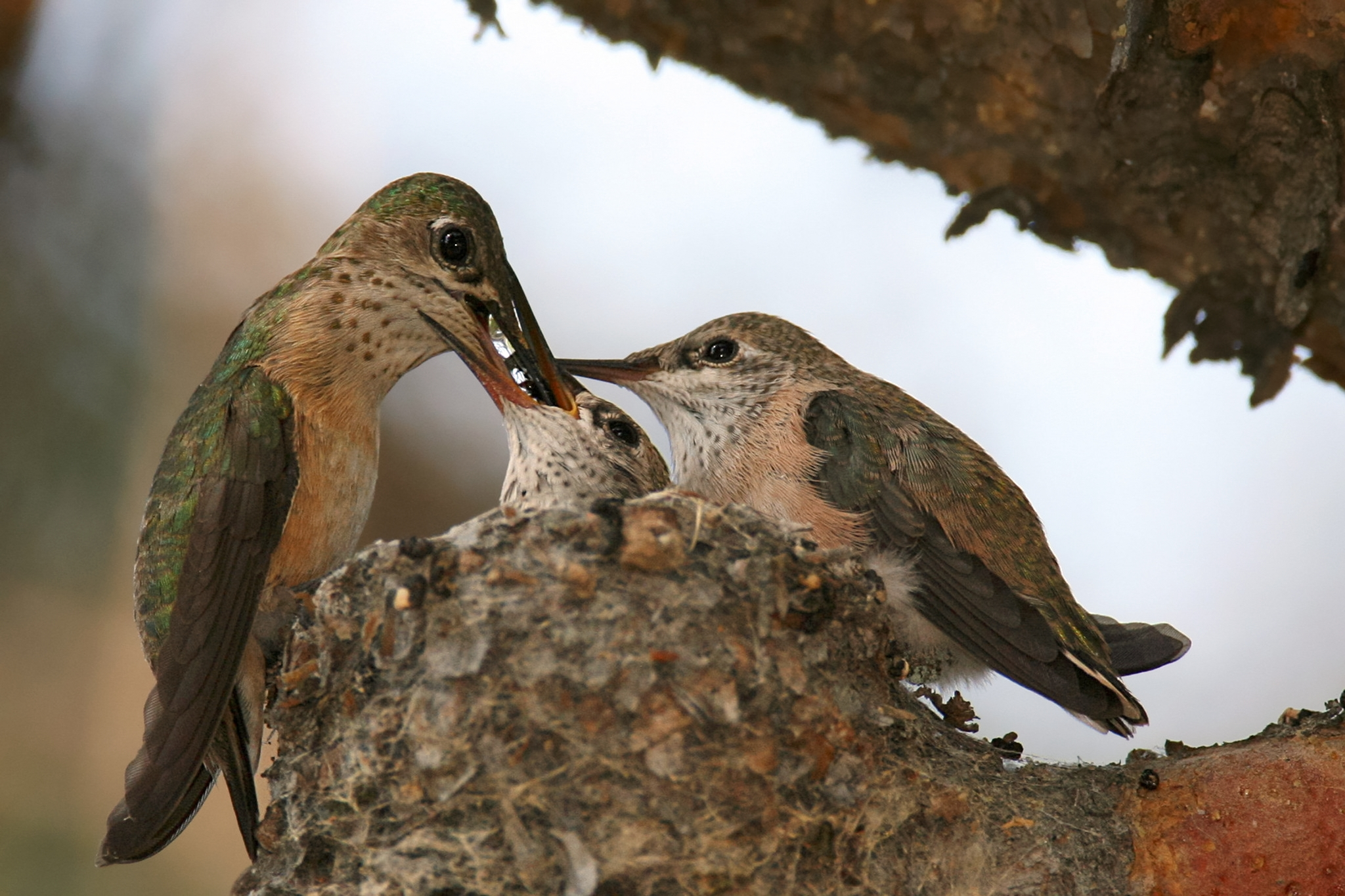
Samice při krmení mláďat na hnízdě

Živí se květním nektarem, dále loví hmyz za letu nebo saje mízu z děr vytvořených datly z rodu Sphyrapicus. Když přelétá při krmení mezi květy, napomáhá k jejich opylení. Samci přilétají na hnízdiště dříve než samice, od poloviny dubna do začátku května. Každý pak obhajuje vlastní teritorium, kde se snaží zapůsobit na samice aby se mohli spářit. Samci se na hnízdění nepodílejí a často opustí hnízdní okrsek dříve, než se vylíhnou mláďata. Samice buduje hnízdo nejčastěji na jehličnatých stromech a užívá ho opakovaně. Dvě vejce jsou snášena od konce května do konce července a inkubace trvá 15–16 dní. Mláďata jsou schopna letu ve 20 dnech po vylíhnutí.